# Miss Universo India
Miss Universo India (en inglés: Miss Universe India) es un concurso de belleza nacional en la India. Se encarga de seleccionar a la representante del país para el concurso Miss Universo.

## Historia
Entre 2012 y 2023, Miss Diva sirvió como la franquicia oficial de Miss Universo en la India bajo la organización matriz, Femina Miss India.
En febrero de 2024, una nueva organización, encabezada por el director nacional Nikhil Anand, recibió la franquicia Miss Universo India. Este desarrollo llevó al establecimiento de la Organización Miss Universo India independiente. Bajo esta nueva estructura, un concurso distinto y separado ahora será responsable de seleccionar a las representantes de Miss Universo de la India, tanto actuales como futuras.

## Ganadoras

### Miss Universo India (2024-presente)
| Año  | Miss Universo India | Estado   | Posición en Miss Universo | Premios especiales |
| ---- | ------------------- | -------- | ------------------------- | ------------------ |
| 2025 | Manika Wishwakarma  | Rajastán | Por competir              | Por competir       |
| 2024 | Rhea Singha         | Guyarat  | Top 30                    |                    |

### Miss Diva (2012-2023)
: Declarada como ganadora
     : Terminó como finalista
     : Terminó como una de las semifinalistas o cuartofinalistas
     : Terminó como ganadora de premios especiales
| Año  | Miss Universo India  | Estado        | Posición en Miss Universo | Premios especiales           |
| ---- | -------------------- | ------------- | ------------------------- | ---------------------------- |
| 2023 | Shweta Sharda        | Punyab        | Top 20                    |                              |
| 2022 | Divita Rai           | Karnataka     | Top 16                    |                              |
| 2021 | Harnaaz Sandhu       | Punyab        | Miss Universo 2021        |                              |
| 2020 | Adline Castelino     | Karnataka     | Tercera finalista         |                              |
| 2019 | Vartika Singh        | Uttar Pradesh | Top 20                    |                              |
| 2018 | Nehal Chudasama      | Guyarat       | No clasificó              |                              |
| 2017 | Shraddha Shashidhar  | Tamil Nadu    | No clasificó              |                              |
| 2016 | Roshmitha Harimurthy | Karnataka     | No clasificó              |                              |
| 2015 | Urvashi Rautela      | Uttarakhand   | No clasificó              |                              |
| 2014 | Noyonita Lodh        | Karnataka     | Top 15                    | Mejor Traje Nacional (Top 5) |
| 2013 | Manasi Moghe         | Maharashtra   | Top 10                    |                              |